# هوارد ألتمان
هوارد ألتمان (بالإنجليزية: Howard Altman)‏ هو محرر وصحفي أمريكي، ولد في 1960.